# Molí de Dalt (Vilada)
El molí de Dalt és un molí fariner i una masia situat al terme municipal de Vilada, el Berguedà que ha estat inventariat com a patrimoni immoble al mapa de patrimoni cultural de la Generalitat de Catalunya amb el número d'element IPAC-3736. El molí, que actualment està en desús, tenia un ús industrial. Està en mal estat de conservació.

## Situació geogràfica i accessos
El molí de Dalt està a prop del nucli de Vilada, des d'on hi surt un camí.

## Descripció i característiques
El molí de Dalt fou construït a finals del segle xvii seguint l'esquema clàssic de masia. És una construcció coberta a dues vessants i amb el carener paral·lel a la façana de migdia on s'obre una eixida amb balconada de fusta. A la part superior del casal hi havia l'habitatge del moliner i a la inferior, la maquinària -rodet, moles, escairador, etc.-, a tramuntana encara hi ha restes de la bassa, el rec i el cacau.

## Història
El molí de Dalt fou construït a finals del segle xvii. Fou capbrevat l'any 1718 pel Francesc Puig i Sagés, que va reconèixer que el tenia en alou i directa senyoria del Duc de la Portella. El molí es va mantenir actiu fins després de la guerra civil.